# Loligo forbesii
Espèce
Loligo forbesii est une espèce de calmar de la famille des Loliginidae. Il vit dans l'est de l'océan Atlantique et la mer Méditerranée dans des eaux subtropicales et tempérées. Il se nourrit principalement de petits poissons ainsi que de crustacés, de vers polychètes et d'autres céphalopodes.

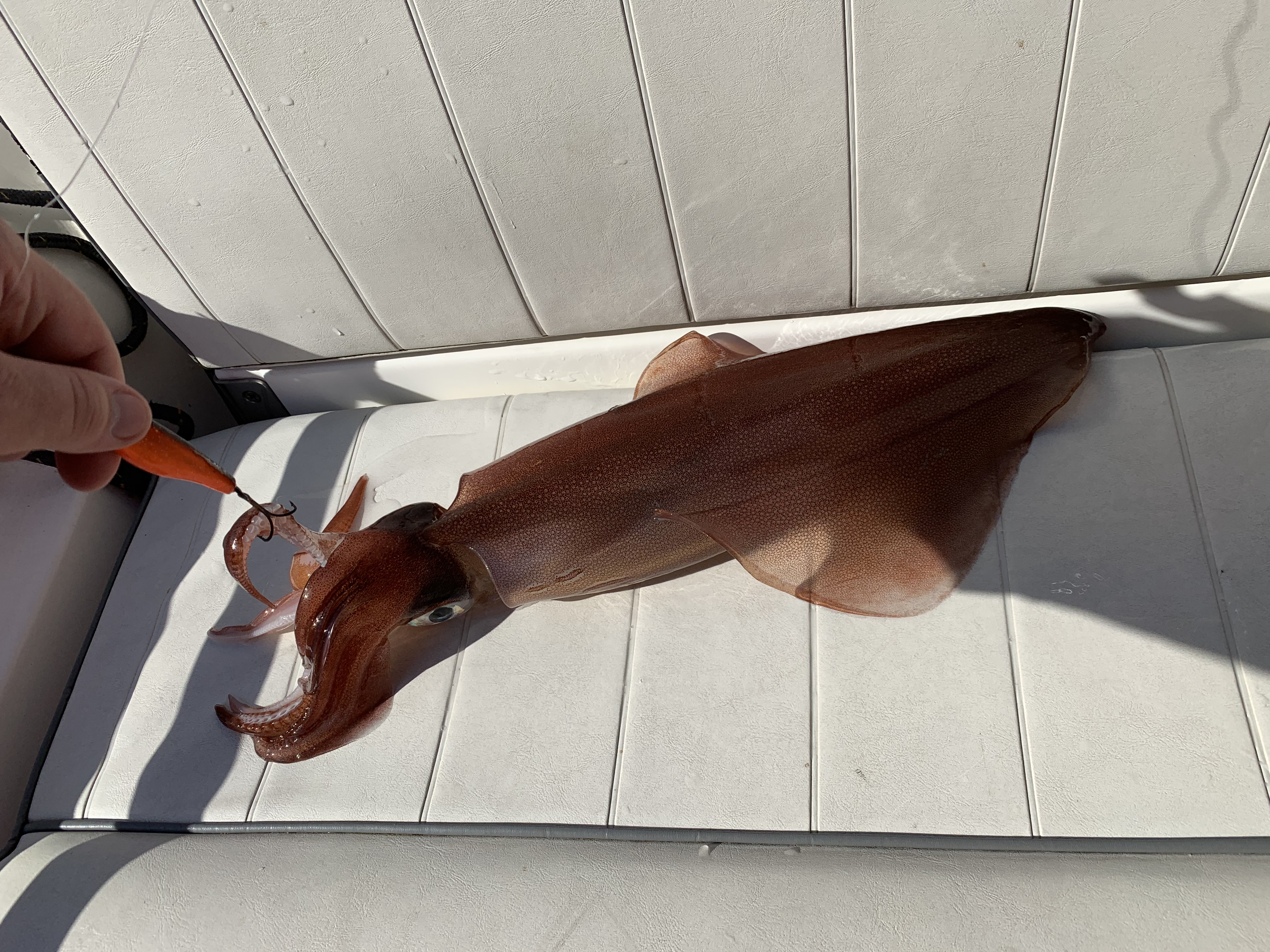
Spécimen pêché dans le Geirangerfjord (vu de dessus).
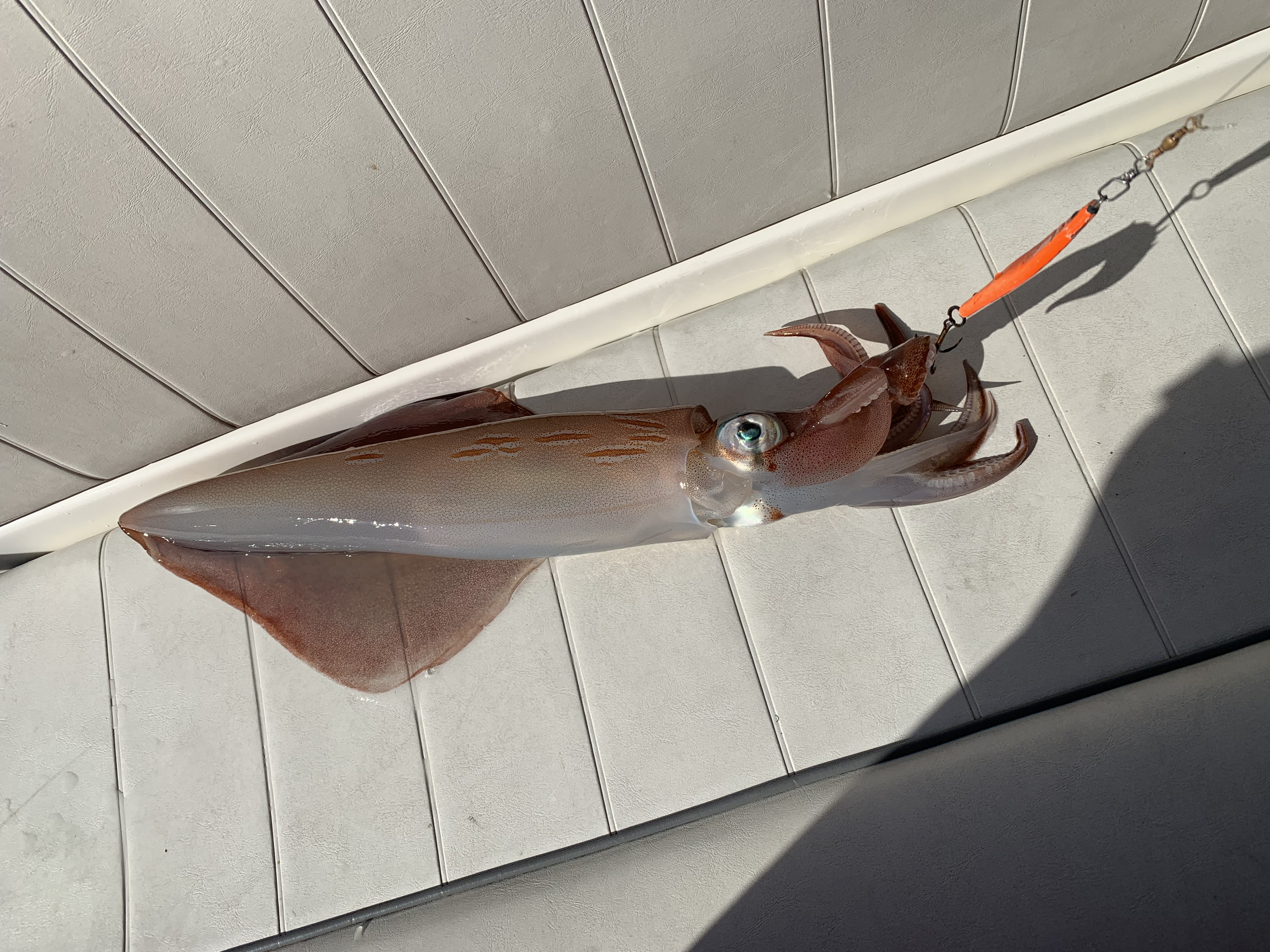
Le même spécimen, vu de dessous.